# 24-Stunden-Rennen von Spa-Francorchamps 2009

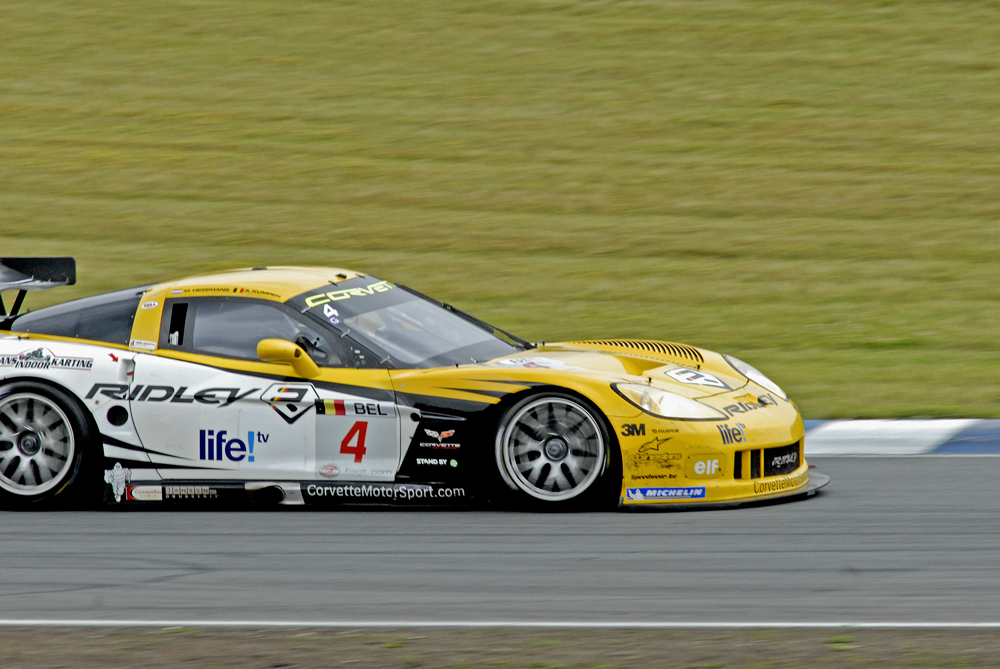
Chevrolet Corvette C6.R mit der Startnummer 4; Siegerwagen von Anthony Kumpen, Kurt Mollekens, Mike Hezemans und Jos Menten

Das 61. 24-Stunden-Rennen von Spa-Francorchamps, auch Total Spa 24 Hours 2009, fand am 25. und 26. Juli 2009 auf dem Circuit de Spa-Francorchamps statt und war der vierte Wertungslauf der FIA-GT-Meisterschaft dieses Jahres.

## Das Rennen
Immer wieder einsetzender Regen und technische Probleme prägten das 24-Stunden-Rennen 2009, bei dem nur acht GT1-Fahrzeuge und 39 Wagen insgesamt am Start waren. Als Favoriten auf den Gesamtsieg gingen drei Vitaphone-Maserati MC12 GT1 ins Rennen. Zwei Fahrzeuge waren jedoch in der ersten Rennhälfte in Unfälle und Kollisionen verwickelt. Knapp nach Mitternacht hatte Michael Bartels im Wagen mit der Startnummer 1 im Streckenabschnitt Fagnes einen Unfall, wobei das Fahrzeug und die Leitschiene schwer beschädigt wurden. Die Reparatur am Fahrzeug dauerte zwei Stunden, die an der Leitschiene die Hälfte der Zeit. Der Wagen mit der Nummer 33 war in eine Kollision verwickelt und fiel im Klassement ebenfalls zurück. Beim in Führung liegenden Maserati mit der Startnummer 2 brach eine Felge, was das Team zur Aufgabe zwang, da der Wagen nicht an die Boxen zurückfahren konnte.
Den Gesamtsieg fuhren Anthony Kumpen, Kurt Mollekens, Mike Hezemans und Jos Menten in einem Chevrolet Corvette C6.R ein, die im Ziel elf Runden Vorsprung auf den Maserati von Vincent Vosse, Stéphane Lémeret, Alessandro Pier Guidi und Carl Rosenblad hatten.

## Ergebnisse

### Schlussklassement
| 1               | GT1 | 4   | PK Carsport                  | Anthony Kumpen Kurt Mollekens Mike Hezemans Jos Menten                                 | Chevrolet Corvette C6.R | 559 |
| 2               | GT1 | 33  | Vitaphone Racing Team        | Vincent Vosse Stéphane Lémeret Alessandro Pier Guidi Carl Rosenblad                    | Maserati MC12 GT1       | 548 |
| 3               | GT2 | 111 | Phoenix Racing               | Marcel Fässler Henri Moser Alexandros Margaritis Marc Basseng                          | Audi R8 LMS             | 544 |
| 4               | GT2 | 50  | AF Corse                     | Gianmaria Bruni Toni Vilander Jaime Melo Luís Pérez Companc                            | Ferrari F430 GT2        | 40  |
| 5               | GT2 | 56  | CRS Racing                   | Rob Bell Andrew Kirkaldy Antonio García Peter Kox                                      | Ferrari F430 GT2        | 528 |
| 6               | GT2 | 55  | CRS Racing                   | Chris Niarchos Tim Mullen Phil Quaife Chris Goodwin                                    | Ferrari F430 GT2        | 525 |
| 7               | GT3 | 121 | Matech GT Racing             | Thomas Mutsch Marc Hennerici Maxime Martin Peter Wyss                                  | Ford GT GT3             | 519 |
| 8               | GT3 | 123 | Mühlner Motorsport           | Christian Lefort François Verbist Rodney Forbes                                        | Porsche 997 GT3 Cup S   | 518 |
| 9               | GT3 | 161 | Prospeed Competition         | Markus Palttala Niki Lanik David Loix Oskar Slingerland                                | Porsche 997 GT3 Cup S   | 517 |
| 10              | GT1 | 35  | Nissan Motorsports           | Darren Turner Anthony Davidson Michael Krumm                                           | Nissan GT-R GT1         | 513 |
| 11              | GT3 | 172 | Barwell Motorsport           | Eddy Renard Koen Wauters Jeffrey Van Hooydonk Julien Schroyen                          | Aston Martin DBRS9      | 503 |
| 12              | GT3 | 145 | First Motorsport             | Christian Kelders Philippe Greisch Éric Hélary Daniel Desbrueres                       | Porsche 997 GT3 Cup S   | 497 |
| 13              | GT1 | 1   | Vitaphone Racing Team        | Michael Bartels Andrea Bertolini Stéphane Sarrazin Alexandre Negrão                    | Maserati MC12 GT1       | 489 |
| 14              | GT2 | 116 | Jetalliance Racing           | Lukas Lichtner-Hoyer Vitus Eckert Martin Rich Ryan Sharp                               | Porsche 997 GT3 Cup     | 487 |
| 15              | GT1 | 3   | Selleslagh Racing Team       | Bert Longin Maxime Soulet James Ruffier Oliver Gavin                                   | Chevrolet Corvette C6.R | 485 |
| 16              | GT3 | 160 | Prospeed Competition         | Christophe Kerhove Rémy Brouard Eric Havette Philippe Nozière                          | Porsche 997 GT3 Cup S   | 484 |
| 17              | GT3 | 120 | Rosso Corsa                  | Michael Cullen Paddy Shovlin Mark Patterson Peter Ludwig                               | Ferrari F430 GT3        | 476 |
| Nicht klassiert |     |     |                              |                                                                                        |                         |     |
| 18              | GT2 | 110 | G&A Racing                   | Guino Kenis Michael De Keersmaecker Patrick Smets Joël Schuybroeck                     | Mosler MT900R GT3       | 403 |
| 19              | GT1 | 40  | Marc VDS Racing Team         | Renaud Kuppens Bas Leinders Eric De Doncker                                            | Ford GT1                | 318 |
| Disqualifiziert |     |     |                              |                                                                                        |                         |     |
| 20              | GT2 | 97  | Brixia Racing                | Luigi Lucchini Martin Ragginger Marco Holzer Bryce Miller                              | Porsche 997 GT3-RSR     | 535 |
| 21              | GT2 | 61  | Prospeed Competition         | Paul van Splunteren Raymond Coronel Niek Hommerson Louis Machiels                      | Porsche 997 GT3-RSR     | 527 |
| 22              | GT2 | 60  | Prospeed Competition         | Emmanuel Collard Richard Westbrook Sean Edwards Darryl O’Young                         | Porsche 997 GT3-RSR     | 526 |
| 23              | GT2 | 59  | Trackspeed Racing            | Tim Sugden David Ashburn Stéphane Ortelli Jörg Bergmeister                             | Porsche 997 GT3-RSR     | 486 |
| 24              | GT2 | 70  | IMSA Performance Matmut      | Raymond Narac Patrick Pilet Patrick Long                                               | Porsche 997 GT3-RSR     | 425 |
| Ausgefallen     |     |     |                              |                                                                                        |                         |     |
| 25              | GT1 | 2   | Vitaphone Racing Team        | Miguel Ramos Pedro Lamy Alexander Müller Eric van de Poele                             | Maserati MC12 GT1       | 419 |
| 26              | GT2 | 99  | JMB Racing                   | Maurizio Basso Peter Kutemann John Hartshorne Stéphane Daoudi                          | Ferrari F430 GT2        | 406 |
| 27              | GT2 | 77  | BMS Scuderia Italia          | Paolo Ruberti Matteo Malucelli Diego Romanini Kenneth Heyer                            | Ferrari F430 GT2        | 329 |
| 28              | GT2 | 51  | AF Corse                     | Álvaro Barba Nicola Cadei Matías Russo Pierre Kaffer                                   | Ferrari F430 GT2        | 316 |
| 29              | GT3 | 174 | M.P. Racing                  | Romain Brandela Gaël Lesoudier Thierry Prignaud André Alain Corbel                     | Alpina B6 GT3           | 288 |
| 30              | GT3 | 122 | Matech GT Racing             | Alexandre Funari Negrão Constantino de Oliveira Luiz Clemente Lunardi Andreas Mattheis | Ford GT GT3             | 272 |
| 31              | GT3 | 124 | Mühlner Motorsport           | Jürgen Häring Achim Dürr René Bourdeaux Dimitrios Konstantinou                         | Porsche 997 GT3 Cup S   | 234 |
| 32              | GT2 | 117 | PMB Motorsport               | Wolfgang Kaufmann Philippe Ullman Gilles Vannelet Jonathan Hirschi                     | Porsche 996 GT2-R       | 159 |
| 33              | GT1 | 11  | Full Speed Racing Team       | Robert Dierick Carlo van Dam Arjan van der Zwaan Rob van der Zwaan                     | Saleen S7R              | 128 |
| 34              | GT2 | 118 | Gravity Racing International | Jacques Villeneuve Vincent Radermecker Loris de Sordi Ho-Pin Tung                      | Mosler MT900R GT3       | 65  |
| 35              | GT1 | 8   | Sangari Team Brazil          | Enrique Bernoldi Roberto Streit Xavier Maassen                                         | Chevrolet Corvette C6.R | 55  |
| 36              | GT2 | 115 | PMB Motorsport               | Gérard Tremblay Dominique Nury Christophe Lapierre Jean-Charles Perrin                 | Porsche 996 GT2-R       | 26  |
| 37              | GT3 | 175 | M.P. Racing                  | Michaël Petit Ange Barde Pascal Hugot Valentin Hummel                                  | Alpina B6 GT3           | 3   |
| 38              | GT2 | 78  | BMS Scuderia Italia          | Fabio Babini Christian Pescatori Marcello Zani                                         | Ferrari F430 GT2        | 3   |
| 39              | GT2 | 95  | PeCom Racing Team            | Lorenzo Casè Cédric Sbirrazuoli                                                        | Ferrari F430 GT2        | 3   |

### Nur in der Meldeliste
Zu diesem Rennen sind keine weiteren Meldungen bekannt.

### Klassensieger
| Klasse | Fahrer         | Fahrer         | Fahrer                | Fahrer       | Fahrzeug                | Platzierung im Gesamtklassement |
| ------ | -------------- | -------------- | --------------------- | ------------ | ----------------------- | ------------------------------- |
| GT1    | Anthony Kumpen | Kurt Mollekens | Mike Hezemans         | Jos Menten   | Chevrolet Corvette C6.R | Gesamtsieg                      |
| GT2    | Marcel Fässler | Henri Moser    | Alexandros Margaritis | Marc Basseng | Audi R8 LMS             | Rang 3                          |
| GT3    | Thomas Mutsch  | Marc Hennerici | Maxime Martin         | Peter Wyss   | Ford GT GT3             | Rang 7                          |

### Renndaten
- Gemeldet: 39
- Gestartet: 39
- Gewertet: 17
- Rennklassen: 3
- Zuschauer: unbekannt
- Wetter am Renntag: erst trocken, dann immer wieder Regen
- Streckenlänge: 7,004 km
- Fahrzeit des Siegerteams: 24:00:03,458 Stunden
- Gesamtrunden des Siegerteams: 559
- Gesamtdistanz des Siegerteams: 3915,236 km
- Siegerschnitt: 163,120 km/h
- Pole Position: Pedro Lamy – Maserati MC12 GT1 (#2) – 2:18,030 = 182,670 km/h
- Schnellste Rennrunde: Bert Longin – Chevrolet Corvette C6.R (#3) – 2:15,423 = 186,190 km/h
- Rennserie: 4. Lauf zur FIA-GT-Meisterschaft 2009